# Assassin's Creed Syndicate: Jack the Ripper
Assassin's Creed Syndicate: Jack the Ripper (укр. Кредо Асасина: Синдикат: Джек-Різник) — доповнення для відеогри Assassin's Creed Syndicate 2015 року, розроблене Ubisoft Montpellier і видане Ubisoft. Розгортаючись в Лондоні 1888 року, у доповненні Джек-Різник гравець досліджує передбачувані нерозкриті обставини жорстоких вбивств кількох повій, які жили і працювали в лондонському Іст-Енді в період з 31 серпня по 9 листопада 1888 року, а також справжню особу їхнього вбивці. У грі розповідається про двох персонажів, які протистоять один одному: Іві Фрай, член Братства Асасинів і одна з двох головних героїнь основної гри, і вигадана версія Джека-Різника, історичної особи, зображеної як психічно хворий колишній ассасин. Мета Джека Різника — підірвати спадщину свого відчуженого наставника Джейкоба Фрая, в той час як його сестра Іві намагається знайти його і зупинити панування терору Різника, а також злочинців, яких він згуртував для своєї мети.
Jack the Ripper є першим великим доповненням для Syndicate, що вийшло на різних платформах у грудні 2015 року. Він містить окрему сюжетну кампанію, яка слабко пов'язана з оповіданням базової гри, але в основному зберігає її центральну механіку. Американський композитор Беар МакКрірі написав саундтрек до гри, замінивши Остіна Вінторі, композитора основної гри. Рецензії на версію для Xbox One у ігрових медіа, були переважно позитивними, тоді як версія для PlayStation 4 була зустрінута неоднозначно. Більшість критиків хвалили DLC за його похмуру атмосферу (на відміну від більш легковажного тону Синдикату) та доповнення до ігрового процесу, але критикували спосіб зображення історичної постаті, а зображення жінок викликало неоднозначну реакцію.

## Ігровий процес
Assassin's Creed Syndicate: Jack the Ripper є першим сюжетним доповненням для Assassin's Creed Syndicate, яке містить окрему від основної гри кампанію. Як і в Синдикаті, сюжет розгортається на основі альтернативної історії реальних подій, що відбуваються через двадцять років після того, як Джейкоб і Іві Фрай звільнили Лондон від контролю тамплієрів за підтримки своєї банди «Грачі». Протягом більшої частини Jack the Ripper гравець бере на себе роль Іві, яка шукає свого зниклого брата-близнюка Джейкоба, що зник після сутички з Різником.
У Jack the Ripper збережено більшість основних механік з Syndicate: Іві має доступ до більшості своїх здібностей з дерева навичок основної гри, а також може використовувати свою мотузкову пускову установку та карети для пересування відкритий світ. Згідно з передісторією доповнення, після подій Синдикату Іві переїхала до Індії, де навчилася тактиці нелетального залякування, яка має на меті налякати ворогів. Це включено до нової ігрової механіки, представленої в наборі, де Іві може вселяти страх у своїх ворогів, застосовуючи прийоми, які здатні знищити кілька цілей, не вбиваючи їх одразу, за умови, що гравець опанує цю тактику, покращуючи нове невелике дерево навичок. Деякі місії вимагають від Іві розслідувати місце злочину, де вона шукає приховані докази, використовуючи Орлиний зір, щоб зрозуміти, що сталося, і маніпулювати навколишнім середовищем, щоб розшифрувати таємні повідомлення.
У ролі Іві гравець також може виконувати побічні завдання, щоб допомогти навести порядок у лондонському Іст-Енді, які зазвичай передбачають підрив діяльності союзників Різника або допомогу сержанту Фредеріку Абберлайну, відомому слідчому, який розслідує вбивства серійного вбивці, у розслідуванні вбивств Різника, яке проводить Міська поліція Лондона. У серії місій Іві доводиться визволяти пригноблених повій від членів банд або жорстоких клієнтів. Гравці можуть зіткнутися з завданнями місій, які спонукають їх діяти обережно, щоб не дати членам банди вбити повій-заручниць, врятувати викрадених жінок, яких заганяють у карети, або провести жорстоких клієнтів повз натовп глядачів, щоб осоромити їх. У заздалегідь визначені моменти оповіді гравець ненадовго керує головним антагоністом, поки той виконує свої злочинні плани. Патрач може використовувати ті ж інструменти і тактику залякування, що і Іві, але на відміну від неї, він не має жодних докорів сумління щодо вбивства будь-кого, хто стане у нього на шляху. Це відображається в його здатності відлякувати ворогів, що знаходяться поблизу, криком або жорстокою стратою однієї зі своїх жертв. Як і в Syndicate, гравці виконують лінійні сценарії з визначеними цілями для проходження сюжету для обох персонажів.

## Сюжет
У 1888 році Джейкоб Фрай зустрічається з видавцем Артуром Віверсбруком і застерігає його не оприлюднювати листи Джека Різника, оскільки це принесе вбивці незаслужену славу. Потім він отримує звістку про ще одне вбивство і вирушає розслідувати його, але на нього нападає Патрач. Коли вбивця переслідує пораненого Джейкоба, з'ясовується, що він знає Джейкоба особисто. Після втечі Джейкоб добирається до свого помешкання, але Джек вистежує його, виводить з ладу і, здається, завдає смертельного удару.
Через деякий час після інциденту Іві приїжджає до Лондона з Індії на прохання Джейкоба і зустрічається з детективом поліції Фредеріком Абберлайном, який повідомляє їй, що її брат зник і вважається загиблим. Стара банда близнюків, «Грачі», відтоді приєдналася до Різника і поширює його панування терору по всьому лондонському Іст-Енду. Діставшись до помешкання Джейкоба, Іві з'ясовує, що Патрач — один із посвячених у вбивці Джейкоба, норовливий юнак, якого вона колись зустріла в Індії на ім'я Джек. Щоб підірвати контроль Різника над містом і вивести його з укриття, Іві вбиває його поплічників і звільняє ув'язнених, яких він утримував. Тим часом Джек переслідує її і врешті-решт вирішує влаштувати їй пастку в притулку Ламбет, де з'ясовується, що він колись був там ув'язнений до того, як Джейкоб завербував його. Він вбиває кількох співробітників притулку, які катували його, і знищує всі записи, які могли свідчити про його особу.
Поки Джек продовжує свою серію вбивств, на Іві посилюється тиск, щоб вистежити його. Невдовзі Абберлайн повідомляє їй, що більше не може її захищати, оскільки вона причетна до вбивства одного з поплічників Різника, і додає, що її заарештують, якщо вона не видасть Різника найближчим часом. Після останнього канонічно підтвердженого вбивства Різника, Іві переглядає старі місця злочинів і дізнається, що всі вбиті ним жінки насправді були членами Братства Асасинів із Джейкобом на чолі. Вона також знаходить повідомлення, залишені Патрачем, з яких випливає, що він звинувачує Джейкоба у вбивстві своєї матері тамплієрами в юності, і що він розвинув екстремістські погляди на їхнє Кредо, тому вирішив перебрати контроль над Братством у Джейкоба і реформувати його. Зрозумівши, що Різник чекає на неї в притулку Ламбет, Іві зустрічається там з Джеком і вбиває його в бою. Потім вона знаходить Джейкоба в камері, важко пораненого, але ще живого. Коли Патрач мертвий, а Джейкоба врятовано, Абберлайн погоджується приховати ім'я Джека, щоб захистити таємницю Асасинів.

## Розробка та випуск
Jack the Ripper вийшла в цифровому форматі на PlayStation 4 через PlayStation Network та Xbox One через Xbox Live 15 грудня 2015 року. Версія для Windows вийшла на тиждень пізніше, 22 грудня 2015 року. Гравці, які придбали сезонну перепустку основної гри, могли отримати доступ до Jack the Ripper, який в іншому випадку можна купити окремо. Інтерактивний «імерсивний 360°» трейлер, який спочатку починався як «VR-експеримент» без наміру публічного випуску, був завантажений на відеоканали, пов'язані з Ubisoft, для просування пакета DLC. П'ятитрековий альбом саундтреків, написаний Бером МакКрірі для доповнення, був випущений у цифровому форматі 15 грудня 2015 року.
Саундтрек Jack the Ripper є характерноим для творчості МакКрірі, який використовує виважений, мінімалістичний підхід до мелодій. Як композитор, найнятий виключно для роботи над доповненням, МакКрірі не чув музику Вінторі до основної гри, оскільки вона все ще була в процесі розробки, коли він долучився до проекту. Він зазначив, що через це опинився у «повному творчому вакуумі», і єдиними орієнтирами для нього були образи, концепція та історія головного лиходія. МакКрірі вважав, що розробники мали намір створити унікальний тон для Джека Різника як окремого DLC, який він описав як «похмурий, темний, готичний, жахливий тон», що є незвичним для франшизи Assassin's Creed. На відміну від традиційної струнної партитури Вінторі, МакКрірі обрав більш сучасний підхід з електронними елементами, оскільки він хотів, щоб музика для Джека-Різника мала неприємну атмосферу і звучала «дуже божевільною, психотичною і брутальною». Що стосується теми Іві, МакКрірі хотів викликати «екзотичніші і красивіші» почуття, але в той же час заземлити її дуже сумною і таємничою темою, оскільки вона є персонажем, який пройшов через багато важких часів і стикається з важким супротивником у доповненні.

## Сприйняття
Assassin's Creed Syndicate: Jack the Ripper був загалом добре прийнятий на Xbox One, тоді як версія для PlayStation 4 отримала змішані або середні відгуки. Бренна Хіллер з VG247 проголосила її найкращим доповненням франшизи Assassin's Creed з часів Assassin's Creed Freedom Cry. Офіційний журнал Xbox Magazine позитивно відгукнувся про Jack the Ripper і назвав його «по-справжньому атмосферною і часто тривожною грою, яку не повинні пропустити фанати серії». Іспанське видання IGN написало, що Джек Різник був гарним і цікавим, під час проходження, але в іншому не запропонувало нічого актуального або відмінного. Хоча Марк Стейнер з Hardcore Gamer не оцінив включення реальної історії Джека-Різника у вигаданий всесвіт Assassin's Creed, він знайшов DLC «суттєвою і приємною додатковою главою», яка «ідеально вписується в середовище основної гри», забезпечуючи «щільно сфокусований досвід від початку до кінця». Семмі Баркер з Push Square порівняв Джека-Різника з «жахливим» доповненням «Мертві королі» для попередньої гри Assassin's Creed Unity, похваливши «нове доповнення» системи страху, «сильні» сюжетні місії та «переконливу, моторошну атмосферу» всієї кампанії.
Луці Форте з італійського видання Eurogamer сподобалося художнє оформлення, розповідь і побудова світу всесвіту Assassin's Creed у доповненні, але він висловив думку, що механіка геймплея страху і штучний інтелект реалізовані недостатньо добре, і що персонаж Джек-Різник не розкрив весь свій потенціал. Рей Карсілло з Electronic Gaming Monthly також погодився з тим, що Джек-Різник не був настільки грізним лиходієм, як він собі уявляв, і що техніка залякування Іві була дещо перевантажена. Тим не менш, він зробив висновок, що DLC було «веселою пригодою» і «гарним приводом повернутися до Лондона вікторіанської епохи в Assassin's Creed». Бретт Македонський з Destructoid зазначив, що хоча Джек-Різник має свої сильні і слабкі сторони, йому вдається триматися, незважаючи на «складний вихідний матеріал і очевидну небезпеку спіткнутися». Він вважає, що загальний досвід від Jack the Ripper виграє від цілеспрямованого та оптимізованого дизайну геймплею, оскільки «перенапруження відкритого світу може стати серйозною проблемою», що робить доповнення довгоочікуваним «перепочинком».
Деякі критики зосередилися на зображенні жінок у Jack the Ripper. Рішення зробити Іві Фрай середнього віку головною героїнею DLC зустріло широке схвалення. Алекса Рей Корріа з GameSpot вважає, що позиціонування Іві як слідчої, яка розслідує вбивства, є «потужним наративним ходом», оскільки вона є «жінкою, яка боїться за свою стать і прагне помститися за кривди, заподіяні її статі». Стівен Тотіло з Kotaku сказав, що несподівано сміливе зображення жіночої проституції у «Джеку-Різнику» та намагання викликати емпатію у жінок секс-працівниць, маргінальної групи, яку часто ігнорують у відеоіграх, було безпрецедентним. З іншого боку, А. Мартін Вейнрайт вважає, що хоча Джек-Різник є сюжетною лінією, яка наближається до тесту Бекдела у франшизі Assassin's Creed, враховуючи, що значна частина наративу слідує за Іві, яка бере інтерв'ю у кількох жіночих персонажів, значний аспект їхнього діалогу все ще обертається навколо чоловічих персонажів, хоча і не як любовні інтереси, як зазначає Вейнрайт.